# Cosmoplatidius sellatus
Cosmoplatidius sellatus är en skalbaggsart som först beskrevs av White 1853. Cosmoplatidius sellatus ingår i släktet Cosmoplatidius och familjen långhorningar.
Artens utbredningsområde är:
- Costa Rica.
- Guatemala.
- Honduras.
- Nicaragua.
- Panama.

Inga underarter finns listade i Catalogue of Life.